# 濕生鼠麴草
湿生鼠麴草（学名：[Gnaphalium tranzschelii] 错误：{{Lang}}：文本有斜体标记（帮助））是菊科鼠麴草属的植物。分布在朝鲜、日本、俄罗斯以及中国大陆的吉林、辽宁、黑龙江等地，生长于海拔700米的地区，常生于湿润草地、路旁、河边及沟谷中，目前尚未由人工引种栽培。